# Iakov Pavlov
Iakov Fedotovitch Pavlov (em russo: Яков Федотович Павлов; 17 de outubro de 1917 – 28 de setembro de 1981) foi um soldado do Exército Vermelho que se tornou um Herói da União Soviética por seu papel na defesa da epônima "Casa de Pavlov" durante a Batalha de Estalingrado.